# Malle (ö)
Malle är en ö i Marshallöarna.   Den ligger i kommunen Likiep, i den nordvästra delen av Marshallöarna, 400 km nordväst om huvudstaden Majuro. Arean är 1,4 kvadratkilometer.
Terrängen på Malle är mycket platt. Öns högsta punkt är 14 meter över havet. Den sträcker sig 1,5 kilometer i nord-sydlig riktning, och 1,9 kilometer i öst-västlig riktning.